# 大同集團有限公司
大同集團有限公司，簡稱大同集團（英語：DAIDO GROUP LIMITED，港交所：0544）是一家香港物流公司。

## 历史
在2000年3月30日於百慕達註冊，也就是當時為高力集團有限公司旗下公司，以及透過大同混凝土（香港）有限公司（高力混凝土（香港）有限公司前身）換取上市。
現時業務在香港、中國內地，以及澳門經營冷凍倉庫、物流、製冰業務，以及酒店及物業投資，原有製造混凝土因為效益欠佳而終止。總部位於香港干諾道中168-200號信德中心西座19樓1906室。現時主席和總裁為歐達威。

## 參與興建的樓宇
- 樂軒臺
- 悅湖山莊

## 連結
- DaidoHK.com （页面存档备份，存于）